# Judith O'Dea
Judith O'Dea (Pittsburgh, 20 de abril de 1945) es una actriz estadounidense más conocida por el rol de Bárbara en La noche de los muertos vivientes.

## Carrera

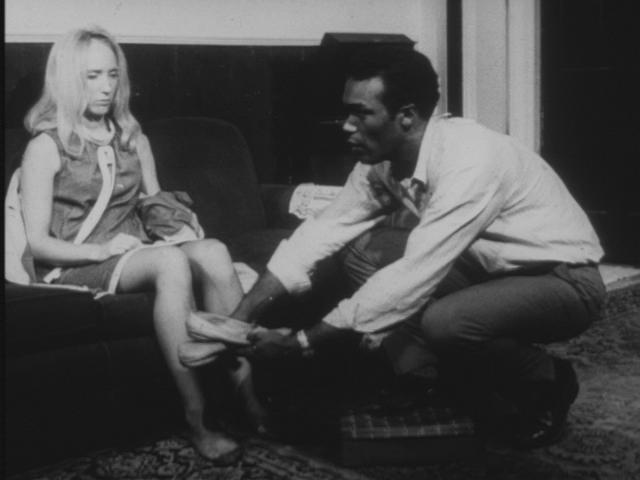
O'Dea como Bárbara, la protagonista de La noche de los muertos vivientes junto a Duane Jones.

Judith también apareció en la película para televisión The Pirate y las películas Claustrophobia, Evil Deeds y October Moon. Además es propietaria de O'Dea Communications, una empresa encargada de la formación de comunicaciones orales.

## Filmografía
| Cine | Cine                                         | Cine                  | Cine |
| Año  | Película                                     | Papel                 |      |
| ---- | -------------------------------------------- | --------------------- | ---- |
| 1968 | Night of the Living Dead                     | Barbra                |      |
| 1978 | The Pirate                                   | Annie                 |      |
| 2003 | Claustrophobia                               | Alena Gray            |      |
| 2005 | October Moon                                 | Mrs. Hamilton         |      |
| 2008 | November Son                                 | Emily Hamilton        |      |
| 2009 | Timo Rose's Beast                            | Madre de Boomer       |      |
| 2010 | Women's Studies                              | Senadora Gayle Hamlin |      |
| 2011 | Shy of Normal: Tales of New Life Experiences | Actriz                |      |
| 2014 | Safe Inside                                  | Crystal Lake          |      |
| 2014 | Hole in the Wall                             | Augusta Gein          |      |
| 2014 | They Came from the Ether                     | Miss Clara            |      |
| 2015 | Night of the Living Dead: Genesis            | Barbra                |      |